# IC 660
IC 660 је елиптична галаксија у сазвјежђу Лав која се налази на листи објеката дубоког неба у Индекс каталогу.
Деклинација објекта је + 1° 23' 0" а ректасцензија 10h 58m 26,6s. Привидна величина (магнитуда) објекта IC 660 износи 14,4 а фотографска магнитуда 15,4. IC 660 је још познат и под ознакама CGCG 10-48, NPM1G +01.0289, DRCG 21-17, PGC 33017.